# Cazwell
Cazwell, né Luke Caswell le 27 juin 1979[réf. nécessaire] à Worcester dans le Massachusetts, est un auteur-compositeur-interprète américain.
Il est surtout connu pour sa collaboration avec Amanda Lepore. Son travail se focalise sur des thèmes gays et bisexuels.

## Biographie
Cazwell commence sa carrière dans le rap à la fin des années 1990, aux côtés de la rappeuse MC Crasta Yo, avec qui il forme le duo Morplay.
En 2007, il prend part à la tournée True Colors, organisée par Cyndi Lauper afin de promouvoir les droits LGBT aux États-Unis.
En 2008, il apparait sur la chanson That's Me, du chanteur et acteur pornographique Colton Ford.
En 2014, Cazwell annonce son troisième album, Hard 2 B Fresh, avec le single No Selfie Control, une chanson qu'il dit avoir écrite en pensant à un ex compagnon. Le deuxième single extrait de cet album, Helen Keller, est un duo avec la drag queen Manila Luzon. Plus lisse en termes de production que ses précédents albums, Hard 2 B Fresh est très influencé par l'EDM.
En 2017, Cazwell sort Loose Wrists, le premier morceau à être publié sur son propre label, Snow Cone. Loose Wrists et son clip, très coloré, se veulent une critique à l'égard de Donald Trump, alors président des États-Unis, et de ses positions conservatrices s'agissant des droits LGBT.
En 2019, Cazwell sort Duo Lingo, dont le clip rend hommage aux go-go dancers. La même année, son amie Peppermint et lui enregistrent par ailleurs les premiers épisodes de leur podcast, It's a Mess.

## Influences
Que ce soit pour la réalisation de ses clips ou l'écriture de ses morceaux, Cazwell dit s'inspirer principalement de Missy Elliott.

## Discographie

### Albums
- Get Into It (2006)
- Watch My Mouth (Peace Bisquit) (2009)
- Hard 2 B Fresh (2014)

### Singles
- All Over Your Face (2006)
- Watch My Mouth (2007)
- I Seen Beyoncé at Burger King (2008)
- Tonight (2009)
- Ice Cream Truck (2010)
- Get My Money Back (2011)
- Unzip Me — avec Peaches (2011)
- Rice and Beans (2012)
- Guess What ? — avec Luciana (2013)
- No Selfie Control (2013)
- Loose Wrists (2017)
- Duo Lingo (2019)